# Baptiste
Baptiste is een spin-off van de televisieserie The Missing met in de hoofdrol het personage Julien Baptiste dat wordt gespeeld door Tchéky Karyo. De reeks wordt in Vlaanderen uitgezonden sinds 30 april 2019. Het tweede seizoen startte op 11 januari 2022.

## Seizoen 1

### Spelers
| Acteur            | Personage         |
| ----------------- | ----------------- |
| Tchéky Karyo      | Julien Baptiste   |
| Tom Hollander     | Edward Stratton   |
| Jessica Raine     | Genevieve Taylor  |
| Clare Calbraith   | Clare             |
| Talisa Garcia     | Kim Vogel         |
| Trystan Gravelle  | Greg              |
| Anastasia Hille   | Celia Baptiste    |
| Anna Próchniak    | Natalie Rose      |
| Barbara Sarafian  | Martha Horchner   |
| Alec Secăreanu    | Constantin        |
| Nicholas Woodeson | Peter             |
| Boris Van Severen | Niels Horchner    |
| Issam Dakka       | beveiligingsagent |

### Afleveringen
| Nr. serie | Nr. seizoen | Titel van aflevering | Uitzenddatum  |  |
| --- | ----------- | -------------------- | ------------- |  |
| 1 | 1           | Shell                | 30 april 2019 |  |
| Een oudere man krijgt bezoek van Constantin, een controleur van de elektriciteitsmaatschappij. Voor ongekende reden vermoordt Constantin plots de man. Julien is met zijn vrouw op bezoek bij hun dochter en schoonzoon in Amsterdam. Hij wordt gebeld door Martha, een Nederlandse politievrouw die Julien al langer kent. Zij wil de hulp van Julien inschakelen om op zoek te gaan naar Natalie Rose, een prostitué die enkele dagen geleden mysterieus verdween. Samen met Edward, een oom van Natalie, gaat hij op zoek. Al snel wordt er een verband gelegd met de Poolse crimineel Dragomir Zelincu die een hoge functie bekleedde in de "Brigada Serbilu"-bende en een aantal jaar geleden van de aardbol verdween. Edward en Julien ondervragen heel wat mensen in De Wallen en worden daarbij geschaduwd door een jongeman die werd gestuurd door de eigenaar van een travestie-bordeel. Ook worden ze opgebeld door Kim Vogel. Zij heeft met haar vriend een taverne, maar zelf leidt ze stiekem een bordeel. Baptiste duikt in het verleden van Kim en komt zo te weten dat zij vroeger een man was: Dragomir Zelincu. Dragomir geeft Baptiste het verblijfadres van Natalie. Eenmaal daar lijkt alles goed te gaan met Natalie, maar zij merkt op dat Edward niet haar oom is. Verder werd er afluisterapparatuur in de handtas van Julien zijn vrouw gestoken en een tulpenboer doet in zijn veld een merkwaardige ontdekking. |             |                      |               |  |
| 2 | 2           | Measure of a Man     | 7 mei 2019    |  |
| Niels, de zoon van Martha en tevens werkzaam bij de Amsterdamse politie, komt in het onderzoeksteam. Natalie legt uit dat Edward een gevaarlijk man is. Hij werd verliefd op haar en werd stikjaloers op alle andere mannen die bij Natalie klant waren. Natalie wil dan ook niet dat zij door hem wordt gevonden en dat Julien best alle contact met Edward vermijdt. Desondanks wist Edward al via-via dat Julien een spoor had naar Natalie. Via een zakkenrollertruc steelt hij de autosleutels van Julien en zoekt hij in de GPS het laatst gebruikte adres. Natalie, die verblijft in een woonboot, ziet Constantin aankomen en herkent hem. Daarop verbergt ze zich in het water. Haar voet komt verstrikt te raken in een touw waardoor ze verdrinkt. De tulpenboer vond in zijn veld een tas met een enorme hoeveelheid geld. Hij wil dit aangeven bij de politie, maar wanneer hij op dat moment op televisie ziet dat een lijk uit het water werd gehaald, herkent hij de vrouw en vertrekt hij. Julien rijdt naar het huis van Edward in Antwerpen en dringt binnen. Daar vindt hij in de kelder een afgesneden hoofd: dit is van de man die Constantin eerder vermoordde. Julien wordt door Edward betrapt. Tegelijkertijd krijgt Juliens vrouw een technicus van de aardgas aan de deur. Ze laat hem binnen: het is Constantin. |             |                      |               |  |
| 3 | 3           | For Blood            | 21 mei 2019   |  |
| Juliens vrouw begrijpt onmiddellijk dat er iets mis is en ze vlucht met haar dochter, schoonzoon en kleinkind naar een geheime locatie. Edward verklaart dat het hoofd in zijn kelder dat van zijn vader is: het werd per koerier verstuurd door de Brigada Serbilu, een gevaarlijke Roemeense bende. Die bendeleden houden af en toe een vergadering in het pand waar Nathalie werkte als escorte. Omwille van slechte isolatie kan men eenvoudig gesprekken overhoren. Zo kwam Nathalie te weten hoe en wanneer de bende in bezit van 1 miljoen euro kwam. Nathalie betrok Edward in een plan om dat geld te stelen waarin ze lukten met als doel het terug te geven in ruil voor de vrijlating van Nathalies vriendin Cristina die door de Brigada Serbilu werd ontvoerd. Een van de activiteiten van de Brigada Serbilu is ontvoering van jonge meisjes om ze als seksslavinnen te verkopen. Verder wilde Edward Nathalie voornamelijk beschermen. Zijn eigen dochter kwam op het slechte pad terecht, belandde in de prostitutie en stierf aan een overdosis drugs nadat hij haar terug weigerde in huis te nemen en financieel te steunen. Edward overhandigde het geld aan Nathalie die het op haar beurt begroef in het tulpenveld van haar schoonvader Herman. Sindsdien worden ze door Constantin, die lid is van de Brigida Serbilu, opgejaagd en worden familievrienden vermoord. Nathalie blijkt dan een zoon te hebben die in het ziekenhuis ligt voor een operatie. Herman ontvangt via de notaris van Nathalie een geheimzinnige brief waarin staat waar het geld te vinden is en dat dit voor haar zoon bedoeld is. Herman rijdt naar het ziekenhuis en ontvoert zijn kleinkind. Omdat hij autopanne heeft, koopt hij met een gedeelte van dat geld een tweedehandswagen om zijn tocht verder te zetten. Hij laat zijn kleinkind opereren door een bevriende chirurg. De volgende dag is het geld uit de auto gestolen. Het wordt duidelijk dat Baptiste ooit een relatie had met Martha en dat Niels zijn zoon is. |             |                      |               |  |
| 4 | 4           | Vertrouwen           | 28 mei 2019   |  |
| Europol stuurt Genevieve Taylor om zich te mengen in het onderzoek van Baptiste en Martha. Edward wordt door Genevieve verplicht om met een zendertje een gesprek te hebben met Constantin. Edward manipuleert het gesprek door op een bierkaartje te schrijven dat zij worden afgeluisterd. Constantin maakt met Edward een afspraak dat het geld binnen de 24 uur terug in handen moet zijn van de Brigada Serbilu. Kim Vogel wordt op straat vermoord, wellicht door de Roemeense bende. Baptiste klopt aan bij Herman De Boer die hem uitlegt dat het geld gestolen is. Herman herinnert zich dat klusjesman Bram nog is langsgekomen op het ogenblik het geld nog in de wagen lag. Baptiste gaat naar Bram, maar wordt niet binnengelaten. Baptiste merkt op dat een achterliggende deur volledig is afgesloten met hangsloten. Wanneer Bram weg is, breekt Baptiste in. In tegenstelling tot het geld, vindt hij een spionagesysteem: Bram heeft als klusjesman zowat overal toegang. Stiekem hangt hij bij interventies kleine camera's dewelke verbonden zijn met internet zodat hij thuis aan voyeurisme kan doen. Omdat de beelden enige tijd worden bewaard, bekijkt men wat er is opgenomen aan de garage waar Herman de auto kocht. Zo achterhaalt men dat tandarts Jean-François een telefoongesprek had met zijn broer waarin hij vertelt dat hij een enorme som geld gaat stelen uit een auto. Baptiste kan zo het geld recupereren. Hij haalt Edward op om het geld naar Constantin te brengen. Wanneer een geparkeerde wagen de weg oprijdt, komt deze tot stilstand. Baptiste gaat kijken waarom de wagen niet wegrijdt. Het is een valstrik opgezet door Edward die met de auto van Baptiste en het geld vertrekt. |             |                      |               |  |
| 5 | 5           | Lucy                 | 4 juni 2019   |  |
| Genevieve schaduwt Constantin, maar ze wordt door hem betrapt. Uit dit gesprek komt Genevieve te weten dat Constantin de Brigada Serbilu nog niet heeft ingelicht over het vermiste geld. Hij is dus niet gestuurd door de bende, maar zelf een mogelijk doelwit. Edward heeft een schipper omgekocht om hem illegaal naar Engeland te varen. Daar duikt hij met zijn ex-vrouw Clare en haar nieuwe vriend onder in een caravanpark. Omdat Baptiste eerder iemand had ingeschakeld om Clare te schaduwen, wordt deze schuilplaats al snel ontdekt en reist hij naar daar om te praten met Edward. Hij is bereid het geld terug te geven op voorwaarde dat Cristina wordt vrijgelaten. Baptiste ontmoet Constantin: hij krijgt het geld in ruil voor de vrijlating van Cristina. Constantin wil hier niet van weten, maar Baptiste chanteert hem met een document waaruit blijkt dat Constantin een luxueuze boot heeft gekocht met cash geld en dat dat document heel interessant is als het in handen zou komen van de bende. Hij geeft Constantin enige tijd bedenktijd. Niet veel later valt een man te pletter uit een appartementsgebouw: het is Constantin. Baptiste is van mening dat het geen zelfmoord is en dat iemand van de bende hem over de balustrade heeft gegooid. Ook telefoneert hij naar Edward die zich nog steeds schuilhoudt in het caravanpark: Clare en haar vriend werden vermoord toen hij even naar de winkel was. Zelf werd hij aangevallen, maar kon de dader neersteken. Baptiste is verbijsterd: Martha speelt dubbelspel. Zij was de enige die hem belde toen hij in Engeland was en kon in hoedanigheid van haar functie laten traceren waar hij zich bevond. |             |                      |               |  |
| 6 | 6           | Into the Sand        | 11 juni 2019  |  |
| Baptiste en Genevieve confronteren Martha met hun bedenkingen, maar zij lacht dit cynisch weg. Daarop gaan ze naar klusjesman Bram. Hij had op eerdere vraag van Baptiste de spionage-installatie afgebroken om niet gerechtelijk vervolgd te worden. Al deze apparatuur ligt bij het grof vuilnis dat nog niet is opgehaald. Via deze beelden verneemt Baptiste dat Niels rechtstreeks contact heeft met Constantin en dat hij dus het lek is. Omdat deze beelden niet gebruikt kunnen worden, overtuigt Baptiste Martha om de sleutel van de flat van Niels te geven om op zoek te gaan naar direct bewijs. Tijdens deze zoektocht licht Martha haar zoon in die op zijn beurt weet dat hij tegen de lamp is gelopen. Niels vlucht daarop weg. In Engeland ondervraagt Edward zijn stervende aanvaller of hij meer weet waar de ontvoerde meisjes worden vastgehouden. Deze aanvaller weet enkel dat dit vroeger gebeurde door Dragomir Zelincu, maar na zijn verdwijning werd overgenomen door Constantin. Edward, niet wetende dat Kim Vogel is vermoord, reist terug naar Amsterdam en zoekt haar op in haar taverne. Daar heeft hij een gesprek met Kims' voormalige vriend. Deze heeft ondertussen een doos gevonden met daarin allerhande documenten over Kims' voormalige leven. Edward bezorgt een aantal documenten uit die doos aan Europol. Daarop wordt een grootschalige actie opgezet en worden de ontvoerde meisjes gevonden. Cristina blijkt onlangs verkocht te zijn geweest en niemand weet waar ze zich nu bevindt. Enkele weken later loopt Martha Niels tegen het lijf. Hij zegt bij de bende te zijn gegaan nadat hij te horen kreeg terminale kanker te hebben. De reden van zijn beslissing is omdat hij eens iets spannends in zijn leven wou doen. Nadat hij toch onverwacht herstelde, bleek het onmogelijk te zijn om uit de bende te stappen. Verder is hij van mening dat wanneer hij opstapt iemand anders toch zijn taak overneemt. Martha geeft Niels een reisvisum zodat hij kan vluchten buiten de Schengenzone. Dan merkt hij op dat hij wordt bespiedt door een aantal personen en begrijpt dat het een val is. Hij neemt Martha in gijzeling en zet een geweer tegen haar hoofd. Martha tracht te ontkomen, maar daardoor gaat de trekker ongewild af waardoor ze op slag dood is. |             |                      |               |  |

## Seizoen 2

### Spelers
| Acteur           | Personage       |
| ---------------- | --------------- |
| Tchéky Karyo     | Julien Baptiste |
| Anastasia Hille  | Celia Baptiste  |
| Stuart Campbell  | Alex Chambers   |
| Gabriella Hámori | Kamilla Agoston |
| Conrad Khan      | Will Chambers   |
| Miklós Béres     | Andras Juszt    |
| Fiona Shaw       | Emma Chambers   |
| Dorka Gryllus    | Zsófia Arslan   |

### Afleveringen
| Nr. serie | Nr. seizoen | Titel van aflevering | Uitzenddatum    |  |
| --- | ----------- | -------------------- | --------------- |  |
| 7 | 1           | -                    | 11 januari 2022 |  |
| Emma Chambers is de Britse ambassadrice gevestigd in Hongarije. Ze is met haar gezin op vakantie in een Hongaars dorpje. Haar jongste zoon spreekt niet meer sinds de dood van hun zus enkele maanden eerder. Dat overlijden heeft nog steeds een impact in de onderlinge relaties van het gezin. Zo ontstaat er een ruzie tussen Emma en haar man Richard omdat zij andere gasten bij hen aan tafel had uitgenodigd. De volgende ochtend zijn haar man en zonen spoorloos. Een getuige zag dat de zonen vertrokken op een wandeltocht en hun vader even later ook begon aan diezelfde tocht. Wanneer Baptiste over de verdwijning hoort, reist hij af naar Hongarije om inspectrice Zsófia bij te staan. Door een detail van de getuige merkt hij op dat de zoektocht aan de verkeerde kant van het bos wordt gehouden en gaat hij zelf op zoek. Hij vindt al snel het lijk van Richard en de smartphone van een van de kinderen. Op die SmartPhone staat een filmpje waar deels op te zien is hoe hij werd vermoord met een wapen specifiek uit de tweede wereldoorlog. De getuige herinnert zich ook een man te hebben gezien met een opmerkelijke tatoeage in zijn hals. |             |                      |                 |  |
| 8 | 2           | -                    | 18 januari 2022 |  |
| De man met de tatoeage wordt gevonden: Andras Juszt. Hij is geen onbekende en wordt gelinkt aan een nazigroepering. Er duikt een video op van een extremistische moslimgroepering waar Alex als gijzelaar wordt getoond en gefusilleerd. De groepering eist dat Andras moet worden vrijgelaten of Will zal hetzelfde lot ondergaan. Baptise is van mening dat de video niet echt is zeker nadat hij de boodschap en de stem vergelijkt met andere filmopnames van extremistische groeperingen. Hij is er zelfs van overtuigd dat Alex nog leeft. Emma bezoekt Andras in de gevangenis. Wanneer hij haar onder bedwang houdt met een mes, kan hij ontsnappen. Echter had Emma hem het mes zelf gegeven met dat doel in ogen. Ze wil Andras inschakelen als infiltrant/informant in het netwerk van een zekere Gomorrah om zo haar zoon te vinden. |             |                      |                 |  |
| 9 | 3           | -                    | 25 januari 2022 |  |
| Baptiste concludeert dat Gomorrah - wiens identiteit onbekend blijft - achter de ontvoering en moord zit. Gomorrah wordt gelinkt aan een rechtse groepering die tegen immigratie is. Op de portable van Alex worden berichten gevonden tussen hem en een onbekend meisje waarin een afspraak staat geregeld die weldra zal plaatsvinden. Zsófia ontdekt dat haar overleden vader maandelijks geld stortte aan een instelling voor "jongens die op het slechte pad waren beland" en wil meer informatie over hem te weten komen. Andras is er in gelukt een afspraak te maken met Gomorrah, maar er duiken andere personen op. Zij hebben onmiddellijk door dat Andras wordt afgeluisterd en ze ontvoeren hem. Baptiste ontdekt dat het kelderraam van die woning overeenkomt met wat in de filmopname werd getoond. Hij breekt er in en vindt het masker dat werd gedragen. Uit verder onderzoek vreest hij dat een immigrantenwijk zal worden aangevallen door de groepering en dat tijdens een speech van Kamilla Agaston, een rechtse politica, net om te verdoezelen dat er een link zou bestaan tussen beide. Opmerkelijk detail is dat dat dezelfde wijk is als waar Alex en het meisje later op die dag hebben afgesproken. Juliens voorspelling komt uit en er vallen heel wat doden. Tijdens deze aanval krijgt Emma een kogel in haar rug waardoor ze verlamt geraakt. Julien kan een van de terroristen doden: dat blijkt Alex te zijn. |             |                      |                 |  |
| 10 | 4           | -                    | 1 februari 2022 |  |
| Zsófia wordt door haar overste ontslagen omwille van nalatigheid. Zsófia werd door Julien op de hoogte gebracht van een mogelijke aanslag, maar zij stuurde slechts één patrouille naar de wijk omdat haar overste alle patrouilles uit veiligheidsoverwegingen wilde inschakelen op de speech van Kamilla. Niet veel later wordt haar vader - ook inwoner ven de getroffen wijk - vermoord. Enkele maanden later heeft Zsófia een gesprek met Viktor, de jongen aan wie haar vader geld gaf. Hij duidt de man van Kamilla - Michael - aan als zijnde Gomorrah. Intussen is de getroffen wijk gesloopt. Julien achterhaalt dat de bouwfirma die er nu een nieuwe wijk bouwt eigendom is van Michael. Zodoende is Julien van mening dat Michael achter de aanslag zit zodat hij de huizen aan een dumpingprijs kon aankopen. Emma en Julien gaan met hun bewijzen naar Michael, maar hij blijft volhouden Gomorrah niet te zijn. Hij raadt hen wel aan om Kamilla te schaduwen wanneer ze 's ochtends met haar auto vertrekt. Zo komen Emma en Julien terecht aan een verlaten schuur. Ze zijn verbaasd dat Will hier vrij rondloopt en een tas vol geld bij zich heeft. |             |                      |                 |  |
| 11 | 5           | -                    | 8 februari 2022 |  |
| Julien en Emma brengen Will gekneveld naar de ondergrondse opbergruimte van het appartement van Zsófia. Op zijn gsm vinden ze een filmpje waarin hij zegt dat er nog een aanslag zal worden gepleegd. Will legt daarop uit wat er gebeurde. Hij vond zijn zus enkele maanden eerder al bloedend in de keuken en zag de wegvluchtende inbreker: een immigrant. Door dit trauma en haar daaropvolgende dood kon hij niet meer spreken. Zijn vader noch moeder maakten tijd vrij voor hem en Alex om alles te verwerken. Will begon in zijn hoofd ervan overtuigd te geraken dat wanneer de immigrant niet in het land was, zijn zus nog zou leven. Hij en zijn broer vinden op internet een forum met personen die wel tijd voor hen vrijmaken om hun rouwproces te verwerken. Tijdens de vakantie had Alex een afspraak met een kennis van Gomorrah en eerder onbedoeld ging Will met Alex mee. Hun vader was op zoek naar hen en vond ze toen Andras Will onder schot hield. Daarop schoot Andras Richard dood en nam hij de kinderen mee. Om de dood van zijn zus te wraken, deed Alex mee aan het bloedbad in de immigrantenwijk. Pas net voordat Alex toen vertrok, kon Will plots terug spreken en vroeg hem tevergeefs om niet te gaan. Het bloedbad had er voor moeten zorgen dat de groepering door velen als een heldendaad werd beschouwd doordat er "personen werden gedood die niet in het land horen te zijn". Echter werd Baptiste de held door het doden van een terrorist. Will bevestigt de vraag dat Kamilla Gomorrah is. Hij werd door haar eerst vastgehouden in de afgesloten kelder van haar huis, maar later kon hij zich vrij bewegen. Verder weet hij enkel dat er een aanslag zal plaatsvinden, maar niet wanneer, hoe of waar. Julien vertrekt daarop naar Kamilla terwijl Emma bij Will blijft. Will overhaalt haar om de banden rond zijn polsen te verwijderen omdat deze te veel pijn doen. Wanneer Baptiste terug is, blijkt dat Will zijn moeder net had overmeesterd. Baptiste tracht hem zonder succes te achtervolgen. Baptiste onderzocht bij Kamilla de kelderdeur: deze kan niet afgesloten worden, wat impliceert dat Will liegt en Kamilla Gomorrah niet is. Emma en Baptiste overdenken dit en komen tot de conclusie dat Andras Gomorrah is. Op dat ogenblik stapt Will in diens auto. |             |                      |                 |  |
| 12 | 6           | -                    |                 |  |
| Andras heeft Baptiste, Zsófia en Emma misleid. Door onder andere opzettelijk zijn afluisterapparaat te saboteren en stiekem geschreven briefjes aan Kamilla te geven, kon hij zijn ontvoering in scène zetten. Onder het mom van vrijwilligerswerk in een asielcentrum ramen hij en Will er een aanslag, hoewel het voor Will niet duidelijk is wat er zal gebeuren. Andras geeft Will opdracht om allerhande spullen van de bewoners te stelen, zoals honkbalknuppels, potten en pannen. Ondertussen vraagt Baptiste aan Zsófia om contact op te nemen met een politieman die ze vertrouwt. Ze wordt echter zelf gearresteerd omdat ze enige tijd eerder Viktor hardhandig heeft aangepakt en hem voor dood achterliet. Eerder toevallig ontdekken Baptiste en Emma het asielcentrum, maar omwille van allerhande procedures mogen ze met niemand praten of het gebouw onderzoeken. Zsófia kan haar voormalige overste overtuigen toestemming te geven zodat Baptiste zijn onderzoek in het asielcentrum kan verderzetten. Zo komen ze te weten dat Will kortbij een waterval verblijft en vinden ze zijn schuilplaats. Ondertussen heeft Andras Will lelijk toegetakeld met de voorwerpen van de asielzoekers: zijn doel is om Will te vermoorden en daarna via de pers kenbaar te maken dat de asielzoekers de zoon van de voormalige Britse ambassadeur hebben vermoord. Baptiste kan Andras buiten bewustzijn slaan met een steen, terwijl Emma haar zoon met succes reanimeert. Will blijft in coma en zijn verdere lot is onbekend. Andras wordt opgesloten, maar beweert al dan niet terecht dat Kamilla op de hoogte was van de aanslag in de migratenwijk. Kamilla, die door die uitspraak van mening was dat haar politieke carrière voorbij zou zijn, wordt plots een stuk populairder in opniniepeilingen. Elders is te zien hoe een jongeman de filmpjes van Andras op internet vindt en beslist om diens werk verder te zetten. Baptiste reist terug naar Frankrijk en zoekt zijn ex-vrouw op. Zij zet de deur open om hun echtscheiding ongedaan te maken. |             |                      |                 |  |